# Буйницкий, Максим Неофит
Макси́м Неофи́т Буйни́цкий (бел. Максім Нэафіт Буйніцкі, Maxim Neafit Bujnicki, укр. Максим Неофіт Буйницький; 21 января 1981, Бобруйск, Белорусская ССР, СССР) — белорусско-украинско-польский кинорежиссёр и сценарист, белорусский общественный активист. Обладатель награды «За значительный вклад в развитие украинского кино». Неоднократный призёр международных киносмотров, в том числе лауреат PutItOn Picture Show (2011).

## Биография
Максим Буйницкий родился 21 января 1981 года в Бобруйске.
В 2012 году окончил Киевский национальный университет театра, кино и телевидения имени И. К. Карпенко-Карого по специальности «Режиссура художественного фильма» (мастерская Михаила Ильенко). За время учёбы снял фильмы «Как папа и мама распрощались в три раунда» (2008), «Ответ на молитву» (2009), «Помеха» (2010), «Долгая прогулка — навсегда» (2010) и др. Фильм «Бабочка» (2012) стал одновременно дипломной работой режиссёра в университете и дебютной на киностудии (им. А. Довженко).
В 2016 году в рамках стипендиальной программы министра культуры Польши Gaude Polonia начал работу над художественным фильмом «Перкалевый диббук».
В 2017 году в Белоруссии на основании Декрета о предупреждении социального иждивенчества был причислен к тунеядцам, принял участие в протестах и подвергся аресту.
В 2020 году в Белоруссии в день президентских выборов был задержан во время видеосъёмки протестов и также подвергся аресту.
В 2022 году в рамках польской программы для белорусских кинематографистов «Film Bridge Belarus» снял документальный фильм «Дневник Анастасии» и начал работу над художественным фильмом «Давай встретимся вечером». В том же году снял документальный фильм «Белорусский процесс», продюсером которого выступило Народное антикризисное управление.

## Фильмография
| Год  | Русское название                              | Оригинальное название                    | Роль                          |
| ---- | --------------------------------------------- | ---------------------------------------- | ----------------------------- |
| 2008 | Как папа и мама распрощались в три раунда к/м | Як тата і мама розпрощалися у три раунди | Режиссёр, сценарист           |
| 2009 | Ответ на молитву к/м                          | Відповідь на молитву                     | Режиссёр, сценарист           |
| 2010 | Помеха к/м                                    | Перешкода                                | Режиссёр, сценарист           |
| 2010 | Долгая прогулка — навсегда к/м                | Довга прогулянка — назавжди              | Режиссёр, сценарист           |
| 2012 | Бабочка к/м                                   | Метелик                                  | Режиссёр, сценарист, продюсер |
| 2022 | Белорусский процесс п/м                       | Białoruski proces                        | Режиссёр, сценарист           |